# Привид Вермера Делфтського, здатний послужити й столом
«Привид Вермера Делфтського, здатний послужити й столом» — картина іспанського художника Сальвадора Далі, написана у 1934 році. Зберігається у колекції Музею Сальвадора Далі у Сент-Пітерсбурзі.

## Опис
Далі неодноразово уособлював самого себе у фігурі Вермера, «цього мислителя, досконалого і супертверезого, цього художника, який сповна був наділений променистим почуттям смерті».